# Milo
Milo, Milos  o Melos (en griego moderno Μήλος Mílos, gr. ant. Mēlos) es una pequeña isla volcánica griega del mar Egeo, perteneciente al archipiélago de las Cícladas. En sus costas se muestran interesantes fenómenos geológicos y hay restos arqueológicos de las etapas minoica, helenística, romana y bizantina. Está menos afectada por el turismo de masas que otras islas vecinas y su nombre es muy conocido porque en ella se encontró la famosa Venus de Milo.
Como Santorini, es un antiguo volcán cuyo cráter, invadido por el mar, forma una profunda ensenada.
Aristóteles le dio el nombre de Cefiria, y algunos autores antiguos la situaban en el mar de Creta.

## Geografía

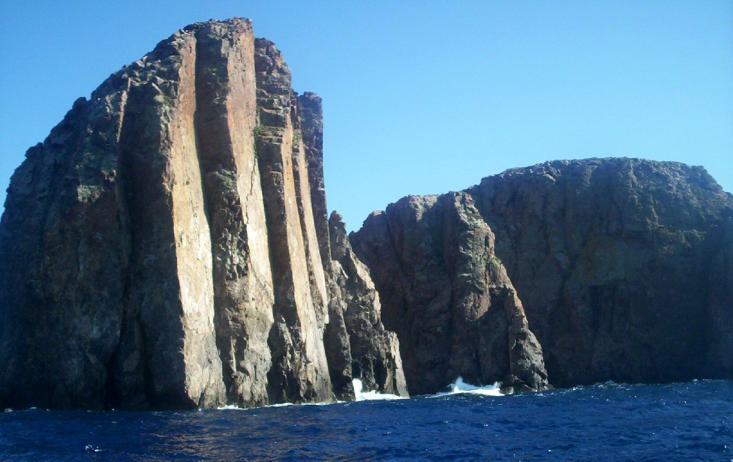
Imagen de la costa de Milo.

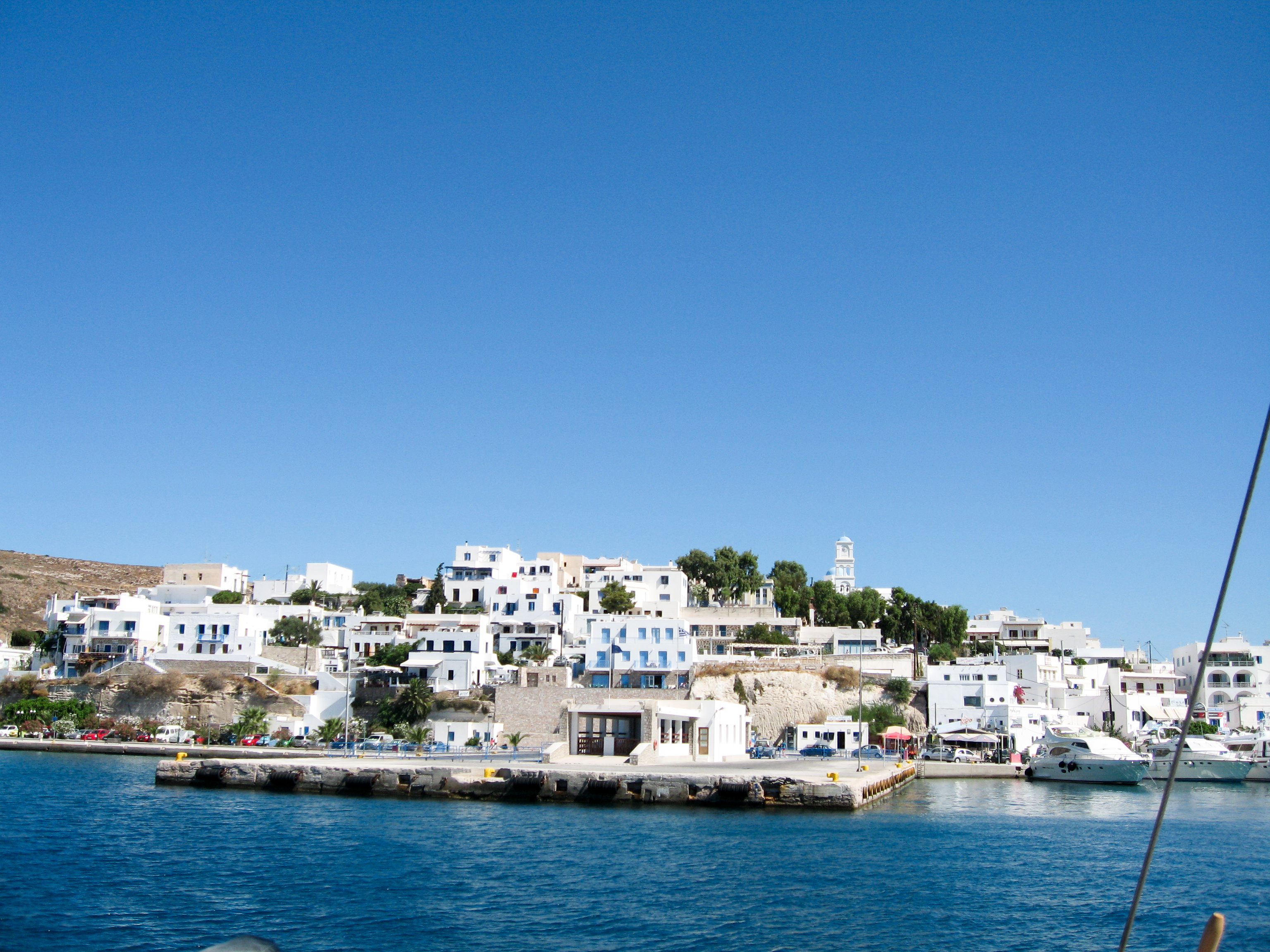
Vista de la isla de Milo

Es la más sudoccidental de las Cícladas a 120 km de la costa de Laconia. Está situada al sur del Ática, a unos 150 km al sudeste de Atenas y a 120 km de la costa del Peloponeso. De oeste a este tiene 23 km de largo y 12 de norte a sur. Tiene una superficie de 151 km². La mayor parte de la isla está cubierta de colinas.
La capital es Milo o Plaka, en la bahía de Milo al norte de la isla, y la otra ciudad principal es Apolonia, en el extremo nororiental, con las ruinas de Filakopial oeste. El principal puerto de la isla es Adamas.
Al noreste existen las islas de Kímolos y Polyagios y al noroeste la de Antimilos, deshabitada. En la entrada de la bahía de Milo están las pequeñas islas de Akrathi, dos islotes. Al suroeste, al lado del cabo Psalidi, se hallan los islotes Prasonisi.
Plinio el Viejo la describe como insularum rotundissima, cosa que no es correcta. En la parte septentrional tiene una bahía muy honda que forma un puerto excelente. 
La montaña más alta se llama San Elías con 751 metros. 

### Vulcanismo
Milo está formado por un estratovolcán, el Profeta Elías, y pequeños conos volcánicos erosionados, así como una caldera volcánica. La última erupción que ocurrió en la isla fue a partir de un cono monogenético que se había formado al SE de la isla, hacia el año 140 a. C., en la que sufrió daños un puerto romano cerca de esa zona.

## Economía
La principal actividad económica de la isla es la minería. En la isla hay una considerable cantidad de bentonita, perlita y puzolana. Además se han elaborado en el pasado pigmentos en la isla debido a su riqueza mineral. 
Recientemente se han incrementado los ingresos derivados del turismo.
Produce asimismo vino, naranjas y aceitunas.

## Turismo

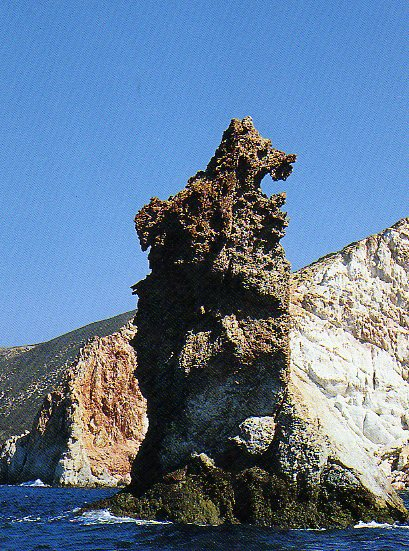
Arrecifes del oso

A pesar de que la isla es menos frecuentada por los turistas que algunas de sus vecinas, Milo tiene varias atracciones para quien desee visitarla.
Debido a sus peculiaridades geológicas, Milo cuenta con playas de muy diverso estilo, desde la pequeña cala de Tsigrado hasta la playa de roca blanca, sin rastro de arena de Sarakiniko, pasando por extensas playas arenosas como la de Firiplaka. Además, la parte occidental de la isla es poco transitable, por lo que desde Adamas parten varios cruceros de un día o medio día mostrando la costa oeste de la isla y permitiendo a los turistas sumergirse en diversas grutas.
En la capital de la isla se puede visitar el Museo Arqueológico de Milos, donde, aparte de diversas piezas halladas en la isla, se puede contemplar una réplica de la Venus encontrada en el siglo XIX.
Cerca de Milo se puede visitar un anfiteatro y unas catacumbas.

## Historia

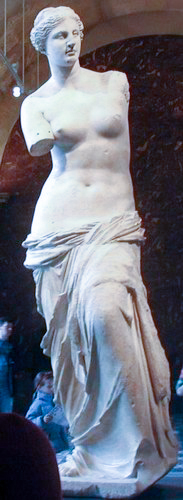
La Venus de Milo.

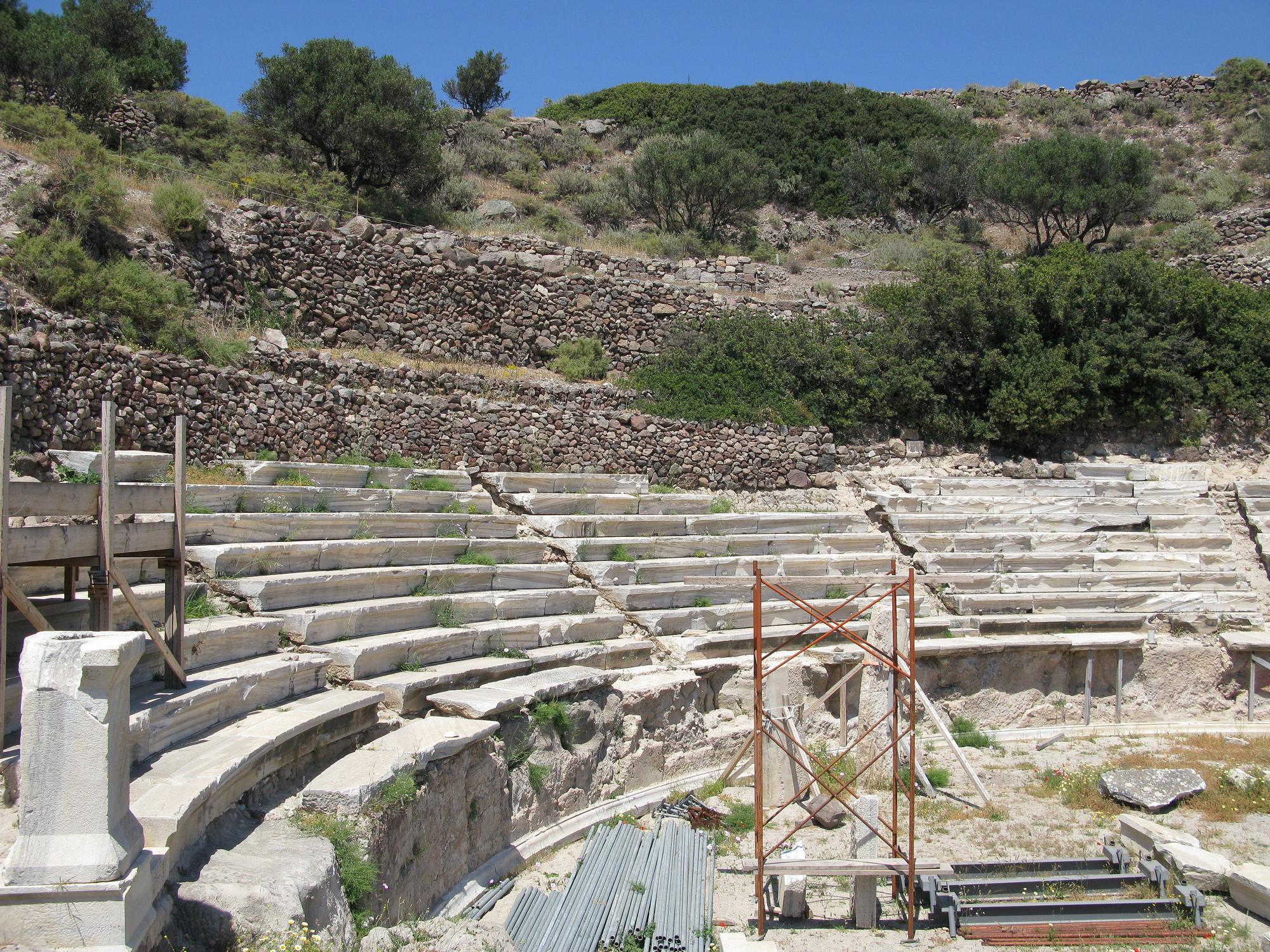
El antiguo teatro.

Desde hace ya unos 13 000 años, la famosa obsidiana de Milo fue una mercancía muy apreciada, sobre todo al final de la época protoneolítica, cuando ya se había difundido la navegación por las Cícladas. Este vidrio natural volcánico se utilizaba para afilar las "herramientas de piedra" y era transportado incluso antes de que comenzara la agricultura. "No hay ningún temprano pueblo agrícola del Cercano Oriente que no tuviera obsidiana".
Su situación, entre la Grecia continental y Creta, y sus yacimientos de obsidiana, la hicieron un importante centro de la civilización Egea temprana.

### Edad del Bronce
En la Edad del Bronce (2800-1100 a. C.) fue centro de la cultura cicládica. La ciudad principal era Filakopi, las ruinas de la cual están en la costa noreste, cerca de Apolonia, descubierta por los arqueólogos ingleses Smith y Hogarth a finales del siglo XIX.
Esta ciudad fue destruida y reconstruida tres veces. La última vez fue destruida por los micénicos, que la construyeron de nuevo.

### Edad Antigua
Ha llevado diversos nombres: antes de Cefiria fue llamada Memblis (según Arístides), Mimallis (según Calímaco), Sifis (Siphis), Acyton (según Heraclides) y Byblis (según Esteban de Bizancio); este último nombre le fue dado según parece por haber recibido una colonia de Biblos de Fenicia. Festo deriva el nombre de Milo del fundador de la colonia fenicia. 
La ciudad fue abandonada hacia 1100 a. C. y se volvió a fundar otra (llamada Milo) en la moderna ciudad de Klima, que fue un poblado dórico establecido por los lacedemonios que la conservaron hasta la guerra del Peloponeso y se mezclaron con los antiguos pobladores. 
En las guerras médicas luchó al lado de Atenas. En la guerra del Peloponeso fue aliada de Esparta y Atenas atacó, sin éxito, la isla bajo el mando del estratego Nicias en 426 a. C.; Milo se declaró neutral (aunque figuraba en una lista de tributos del 425 a. C. a la confederación de Delos), pero Atenas la conquistó después de  416 a. C. en una campaña narrada por Tucídides y que quizá fue iniciativa de Alcibíades. La ciudad fue asediada durante dos años por un millar de atenienses, destruida finalmente; los hombres fueron ejecutados y las mujeres y los niños vendidos como esclavos. En el célebre diálogo de los melios (V, 85, ss), Tucídides expresa que, para Atenas, el poder pasaba ante la justicia y que los melios imploraron en vano ayuda a los dioses. Ni siquiera Esparta iba a mover un solo dedo en favor de la desgraciada isla. Con razón, la crítica histórica considera la expedición contra Milo como una encarnación brutal de la voluntad del poder ateniense. Alcibíades fue el autor de los decretos que imponían estos bárbaros castigos a los isleños, y él mismo se compró una mujer de la isla con la que tuvo un hijo. Alcibíades, o quien quiera que aconsejara la masacre de los melios, no prestó a Atenas ningún buen servicio, sino que cubrió de ignominia a su ciudad y a las armas que en su día forjara Pericles para defenderla. Un grupo de 500 colonos atenienses se estableció en la isla.
El sátrapa Farnabazo II y Conón conquistaron Milo en 393 a. C. La guerra que siguió acabó con la paz entre griegos y persas firmada en 386 a. C. que estableció la hegemonía espartana y entregó las ciudades griegas de Asia a Persia. Farnabazo respetó la autonomía de las ciudades, cosa que no siempre harán sus sucesores. Lisandro devolvió la isla a los antiguos habitantes.
La isla permaneció independiente hasta que en tiempos de Alejandro Magno quedó bajo la influencia de Macedonia. La ciudad principal fue Kastron en un cerro al lado del puerto; entre Kastron y el puerto se conservan las ruinas de la antigua ciudad. 
Después de la muerte de Alejandro y el gobierno de Antípatro, pasó a Antígono I Monoftalmos y después cayó en manos de los Ptolomeos en 311 a. C. La isla, durante un tiempo protectorado egipcio, permaneció de hecho independiente y produjo grandes obras de arte, entre ellas la muy conocida Venus de Milo.
Pasó a los romanos en el siglo II a. C. y vivió una época de paz. En el siglo I d. C. se introdujo allí el cristianismo (había una población judía importante) y se construyeron catacumbas que aún existen al lado de la moderna villa de Tripiti.

### Edad Media
Bajo el imperio bizantino fue atacada por piratas eslavos y árabes. La capital fue destruida por un terremoto y trasladada al área de Komia y Emborios. 
Revueltas religiosas en los siglos VIII y IX fueron reprimidas por los bizantinos. En 1207 pasó a los Sanudo de Naxos, y los duques de Naxos la conservaron formando un señorío de 1341 a 1383. La dinastía Sanudo dio paso a los Crispo en 1383, cuando Francisco I Crispo tomó el poder en una revuelta armada y se casó con la heredera Fiorenza Sanudo. 

### Edad Moderna
Los Crispo, duques de Naxos y señores de Milo, la conservaron hasta que fue entregada a los otomanos en 1566. El judío José Nasi gobernó las islas de 1566 a 1579, y después pasó a dominio directo otomano con un acuerdo de gobierno autónomo local: la isla pagaba tasas, pero nunca fue ocupada por una guarnición.
En 1661, los venecianos derrotaron a los turcos en una batalla naval en aguas de la isla.
En 1675, el pirata local George Kapfis fue proclamado rey de la isla como jefe de los opositores al dominio otomano. En 1678 fue aprisionado por los turcos y colgado en Constantinopla.
En 1771, la isla fue ocupada por el Imperio ruso pero volvió a poder otomano tres años más tarde, en 1774.
En 1821 participó en la revolución griega, y la primera batalla naval de la guerra se libró en sus aguas el 11 de abril de 1821. En 1830 fue reconocida como parte de Grecia.

### Edad Contemporánea
Fue base aliada (franceses y británicos) durante la Primera Guerra Mundial y en 1922 acogió a miles de refugiados después de la derrota griega en Asia Menor.
Los alemanes la ocuparon en mayo de 1941 y construyeron fortificaciones. La resistencia pudo izar la bandera griega el 9 de mayo de 1945.
Después de la guerra, muchos habitantes emigraron a Atenas o a Estados Unidos por la pobreza de la isla, pero el turismo le ha dado recientemente un empujón económico.

## Habitantes famosos
- Diágoras de Melos
- Melanípides, poeta del siglo V a. C.
- Antonio Vassilacchi (1556-1629), pintor.

## Isla hermanada
- Shōdoshima, Japón